# Pankówka
Pankówka – rzeka, nazywana dawniej Kostrzewska Woda lub Kostrzynią, płynąca w powiecie kłobuckim, dopływ Liswarty.

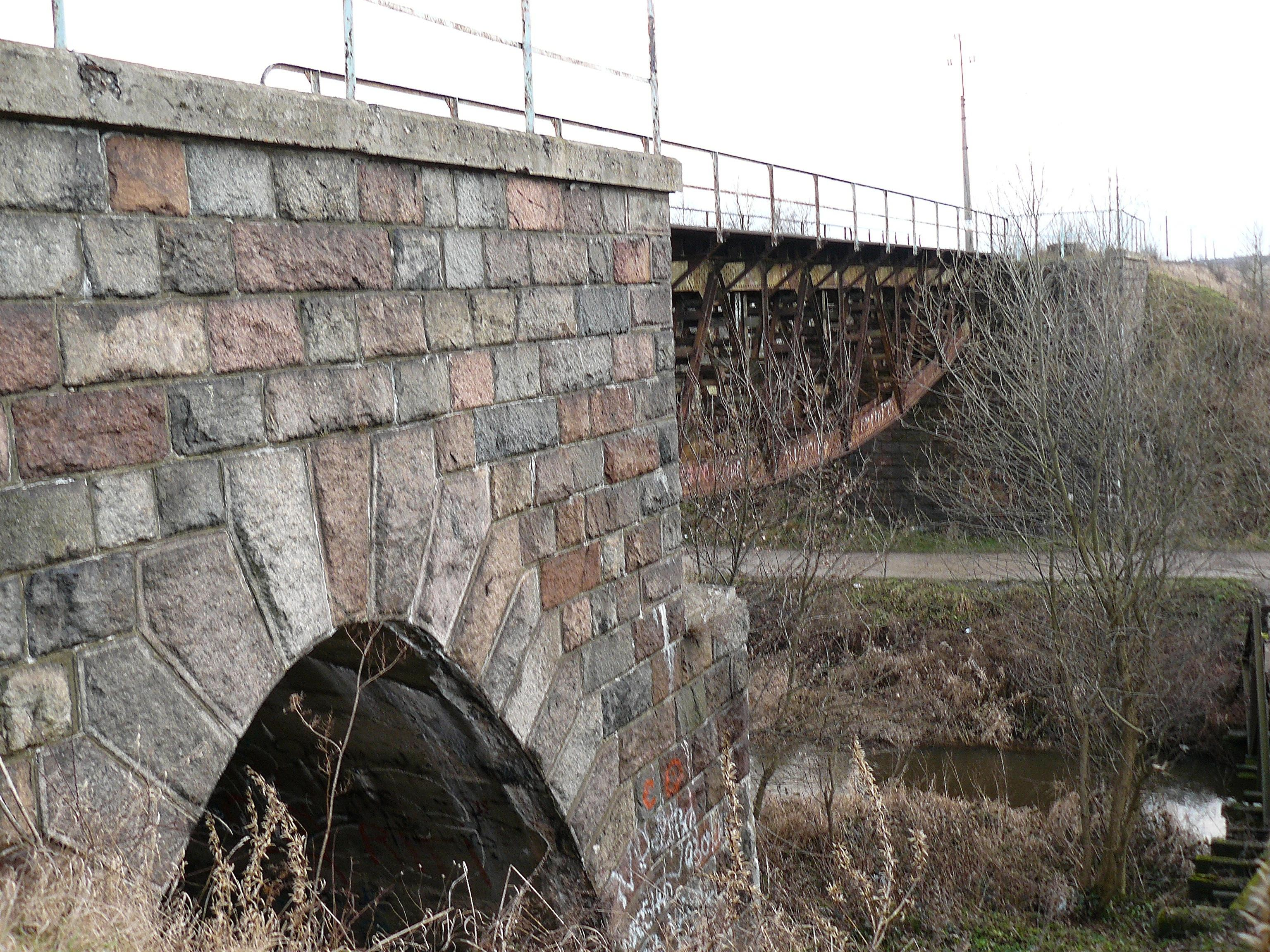
Most kolejowy nad Pankówką w Pankach w ciągu linii kolejowej nr 181

Płynie w nieckowatej dolinie o płaskim dnie, w której można wyróżnić terasę zalewową i wyższą nadzalewową. Jest nieuregulowaną rzeką na terenie gminy Panki. Przy rzece znajdują się dwa zbiorniki retencyjne. Od miejscowości Węglowice, rzeka Pankówka bierze początek na zachód. Dolinę rzeki zajmują łąki częściowo podmokłe z nielicznymi torfowiskami.
Płynie przez gminy Wręczyca Wielka, Panki oraz Przystajń. Długość rzeki na terenie gminy to 19 km. Średnia głębokość rzeki wynosi 0,6 m, szerokość średnia 5 m. Szybkość przepływu rzeki wynosi 0,5 m/sek. Średnia wysokość brzegów 1 - 1,5 m. Brzegi na odcinkach uregulowanych ubezpieczone są darnią i płotkiem faszynowym.
Rzeka ma charakter korytarza migracyjnego dla wydry i bobra, na jej rozlewiskach bytują łabędzie, cyranki, łyski i zimorodki. Wody obfitują w płotki, okonie czy szczupaki.